# V872
V872 eller HD 149989, är en ensam stjärna belägen i den mellersta delen av stjärnbilden Altaret. Den har en högsta skenbar magnitud av ca 6,30 och är mycket svagt synlig för blotta ögat där ljusföroreningar ej förekommer. Baserat på uppmätt parallaxmätning inom Hipparcosuppdraget enligt Gaia Data Release 2 på ca 19,58 mas beräknas den befinna sig på ett avstånd av ca 167 ljusår (ca 51 parsec) från solen. Den rör sig bort från solen med en heliocentrisk radialhastighet av ca 46 km/s.

## Observation

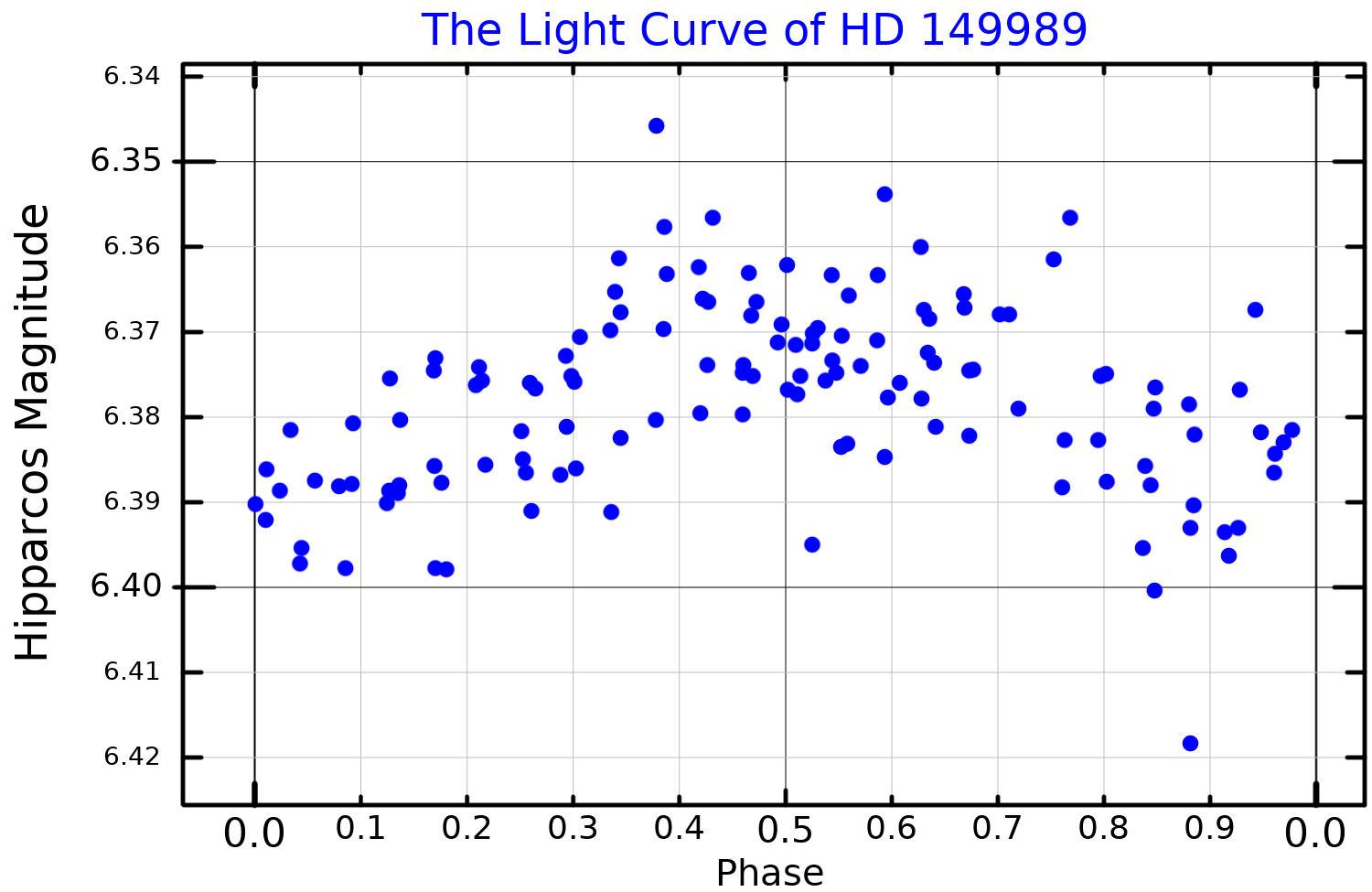
Ljuskurva för HD 149989, från Hipparcos-data, förutsatt en period av 0,4266 dygn, plottad från Aerts et al.(1998).

HD 149989 upptäcktes vara en variabel stjärna när data från Hipparcos-uppdraget analyserades. Upptäckten publicerades 1997, i listan över periodiska variabler som det teleskopet observerade. År 1998, en granskning av Conny Aerts et al., kom fram till att HD 149989 är en Gamma Doradus-variabel, med en period av 0,42658 dygn. Stjärnan fick 2000 dess variabelbeteckning, V872 Arae.

## Egenskaper
V872 är en vit till blå stjärna i huvudserien av spektralklass A9 V. En undersökning från 2016 av Gamma Doradus-stjärnor fann dock en klass av F1 V nn m-4, där 'nn' anger "diffusa" linjer på grund av snabb rotation och 'm-4' betyder en metallfattig stjärna med metallinjer som matchar spektralklass A7. Den har en massa av ca 1,6 solmassa, en radie av ca 1,7 solradie och utsänder energi från dess fotosfär motsvarande ca 6,3 gånger solen vid en effektiv temperatur av ca 7 000 K. Den är ca 1,1 miljard år gammal och roterar med en projicerad rotationshastighet av ca 136 km/s.